# Pula-pula-de-barriga-branca

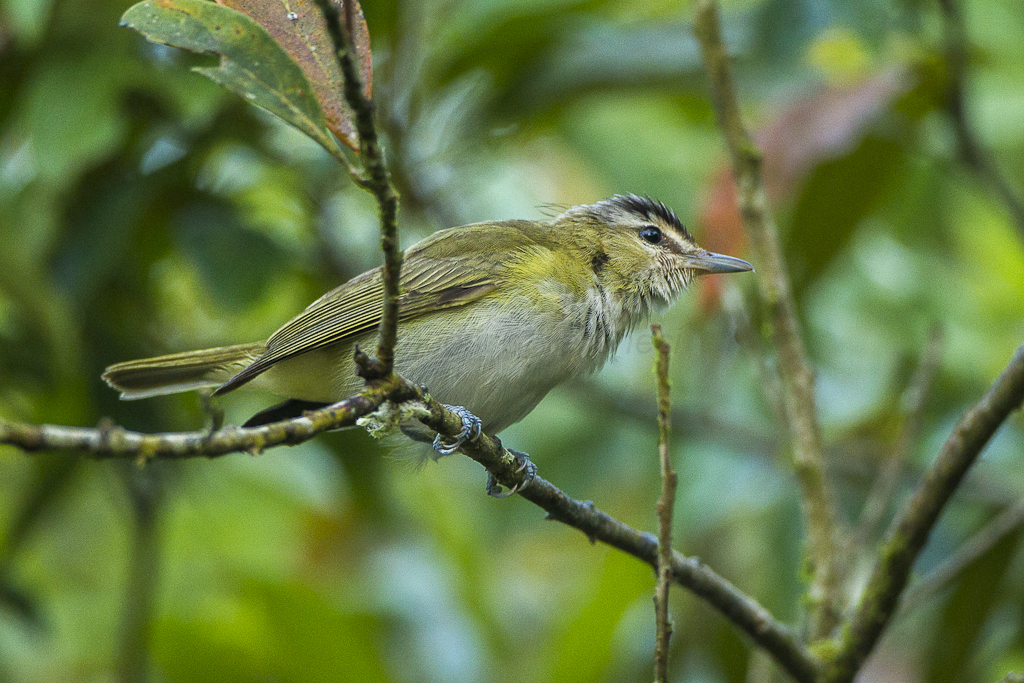
Aqui demonstra a ave captada na natureza

O pula-pula-de-barriga-branca (Basileuterus culicivorus hypoleucus) é uma subespécie de ave da família Parulidae.
Pode ser encontrada nos seguintes países: Bolívia, Brasil e Paraguai. Seus habitats naturais são: florestas secas tropicais ou subtropicais e florestas subtropicais ou tropicais húmidas de baixa altitude.